# Madame Samovar
Madame Samovar (Mrs. Potts en version originale) est un personnage de fiction développé par l'animateur David Pruiksma pour le compte des studios Disney. Sa première apparition a lieu au cinéma en 1991 dans La Belle et la Bête.
Par la suite, Madame Samovar apparaîtra dans La Belle et la Bête 2 : Le Noël enchanté (1997) et dans Le Monde magique de la Belle et la Bête (1998), ainsi que dans le remake de 2017 en prise de vues réelle, sous le traits de Emma Thompson.

## L'art de faire marcher une théière
(février 2008).
Si vous disposez d'ouvrages ou d'articles de référence ou si vous connaissez des sites web de qualité traitant du thème abordé ici, merci de compléter l'article en donnant les références utiles à sa vérifiabilité et en les liant à la section « Notes et références ».
David Pruiksma a sans doute trouvé dans La Belle et la Bête l'épreuve définitive à laquelle soumettre sa théorie : Mme Samovar, la cuisinière transformée en théière.
Quand Pruiksma s'est attelé au personnage, une collègue, pour faire une blague lui a fait cadeau d'une théière en porcelaine en lui suggérant : « Elle pourra servir à tourner en prises de vues réelles. Il suffit de mettre des ficelle pour la faire bouger. » Pruiksma trouve son inspiration d'abord et avant tout chez Angela Lansbury. Même s'il n'a jamais rencontré la vedette, il la connaît intimement. Il a étudié son jeu dans Arabesque, la série télé, dans des interviews et dans presque tous ses films, de Hantise à Un Crime dans la tête. Il a des photos d'elle au mur de son bureau et il ne se lasse pas de l'entendre dans La Belle et la Bête ou la chanson éponyme[Quoi ?].
« J'essaie de m'imprégner de ses tics, dit Pruiksma. Elle a une façon de jouer qui est vraiment unique. C'est très subtil. Ses gestes sont retenus. Elle penche souvent la tête légèrement ou elle a des hochements très légers, lorsqu'elle appuie sur un mot. Ca me plaît beaucoup. Dès que j'aurais une scène de dialogue à animer avec elle, j'ai bien l'intention de le servir de ces petits mouvements brusques de la tête. Si ça réussit, ce sera très intéressant. »
Faire parler une théière est une chose. La faire marcher en est une autre. « Mme Samovar ne marche pas tout a fait devant un décor, explique Pruiskma. Elle fait plutôt des petits sauts. J'étire et j'aplatis un peu son pied. Je fais comme si c'était ses jambes et parfois sa jupe. Mais j'essaie de garder la structure de base rigide, c'est ce qui la rend vraisemblable. Je la fais avancer surtout par petits sauts. Mme Samovar utilise parfois un côté du pied, parfois l'autre, elle se dandine. Ça semble très efficace. Quand elle se déplace, son couvercle se soulève : c'est un truc dont je me sers pour ajouter du piquant. »
La création de Mme Samovar a amené Pruiksma à visiter la « morgue » où sont conservés les vieux dessins, les décors et les documents de recherche. Pruiksma a étudié tout ce qu'il pouvait trouver sur l'animation de la porcelaine.

## Caractère
- Apparence : Théière en porcelaine.
- Couleur : Blanc nacré.
- Couvercle : Rose, violet et jaune. Les bords du couvercle rappellent la dentelle.
- Yeux : Bleus
- Anse : Jaune.
- Socle : Rose, violet, jaune et bleu.
- Qualité principale : elle garde toujours le sourire.
- Famille : ses fils, dont Zip (son seul fils dans le remake de 2017), ainsi que son mari M. Jean Samovar (dans le remake de 2017 uniquement)
- Fonction : Cuisinière.

Madame Samovar est un personnage-clé de toute l'histoire de la Belle et la Bête, c'est grâce à elle et sa chanson Histoire éternelle que la Belle et la Bête dansent ensemble pour la première fois.
Madame Samovar est une personne attentive, attentionnée, serviable, aimable, agréable, spontanée et satisfaite. Elle est toujours prête à rendre service et à protéger ses ami(e)s. Douée d'une grande intelligence, elle fait preuve de sagesse et de bravoure au sein du château et surtout auprès de la Bête. Elle aide également Belle à surmonter les humeurs glaciales de la Bête.
Son esprit aussi bien féministe que maternel font d'elle une théière et une mère exceptionnelles. Elle s'adapte à n'importe quelle situation et trouve toujours une solution.

## Voix de Madame Samovar

### Voix originales
- La Belle et la Bête : Angela Lansbury
- La Belle et la Bête 2 : Le Noël enchanté : Angela Lansbury
- Le Monde magique de la Belle et la Bête : Anne Rogers
- Remake du premier film : Emma Thompson[1].

### Voix françaises
- La Belle et la Bête : Lucie Dolène
  - Redoublage de 2002 : Lily Baron, Christiane Legrand (chant)
- La Belle et la Bête 2 : Le Noël enchanté : Lily Baron
- Le Monde magique de la Belle et la Bête : Lily Baron
- Remake du premier film : Sophie Delmas

### Voix québécoises
- La Belle et la Bête 2 : Le Noël enchanté : Béatrice Picard
- Remake du premier film : Manon Arsenault (dialogues), Sophie Delmas (chansons)

## Chansons
- C'est la fête (Be Our Guest) - Mme Samovar, Lumière et chœurs.
- Je ne savais pas (Something There) - Mme Samovar, Belle, la Bête, Lumière, Big Ben.
- Histoire éternelle (Beauty and the Beast) - Mme Samovar.

## Sources
- Bob THOMAS, L'art de l'animation de Mickey à la Belle et la Bête, Hachette, 1993.